# Nuraddin Ibn Bakkar und die Sklavin Schamsannahar

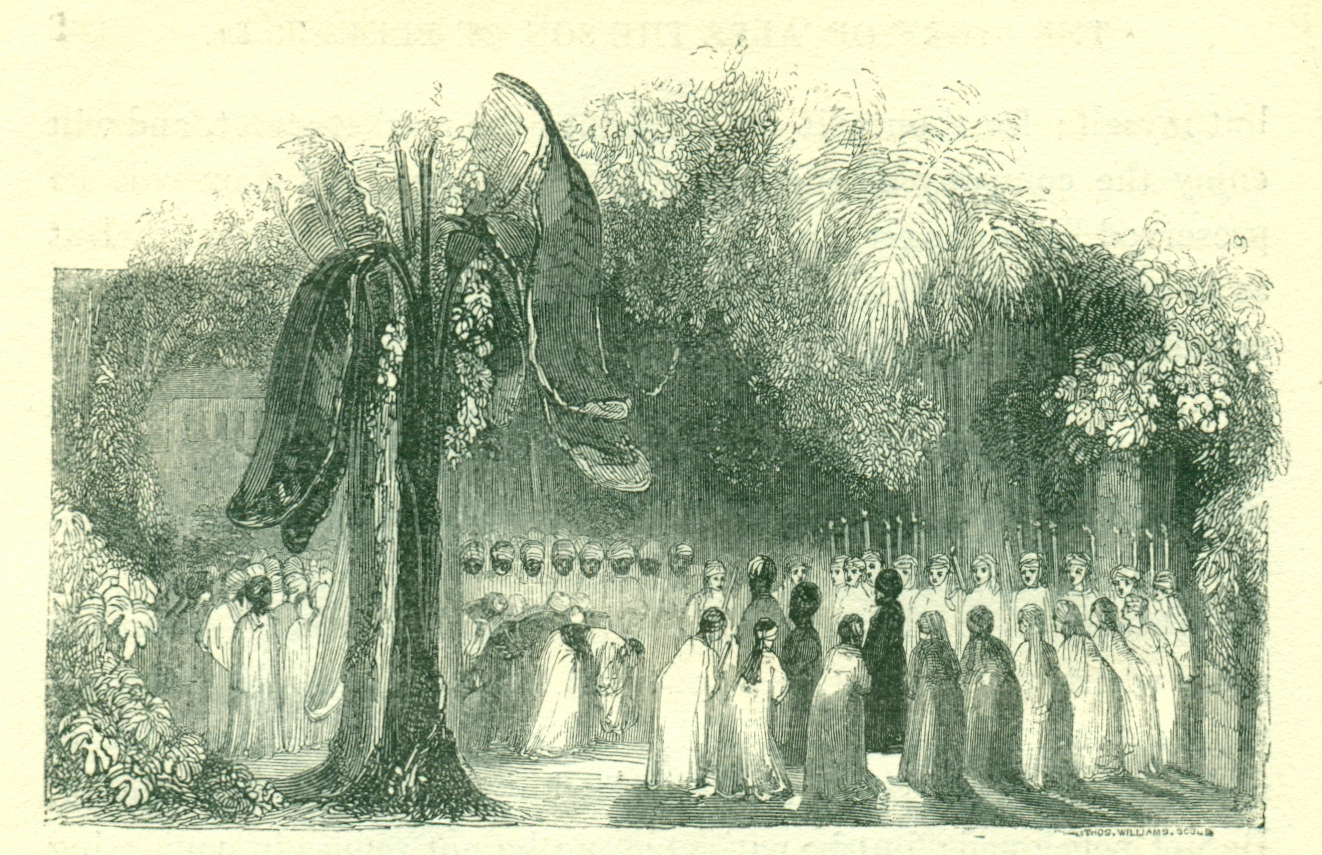
Holzschnitt von William Harvey, 1838–40

Nuraddin Ibn Bakkar und die Sklavin Schamsannahar ist eine Geschichte aus Tausendundeine Nacht. Sie steht in Claudia Otts Übersetzung als Nuraddin Ibn Bakkar und die Sklavin Schamsannahar (Nacht 171–199), bei Gustav Weil als Geschichte Ali‘s Abu Bekkar und der Schems Annahar.

## Inhalt
Haremsdame Schamsannahar verliebt sich in Nuraddin Ibn Bakkar und bewirtet ihn und seinen Freund, den Drogisten Abul-Hasan im Palast. Der Kalif kommt, man schmuggelt die Gäste hinaus. Die Liebenden leiden und tauschen Briefe nur über ihre Dienerin und Abul-Hasan. Dem wird die Sache zu gefährlich, er setzt sich nach Basra ab. Sein Freund, der Juwelier kann das entstandene Misstrauen glätten und ermöglicht ein Treffen bei sich. Erneut tauschen die beiden des Nachts verliebte Worte, bis Räuber das Haus plündern und sie gefangen nehmen. Nachdem sie erkennen, um wen es sich handelt, geben sie vieles zurück, sie kommen frei. Der Juwelier und Ibn Bakkar versuchen, nach al-Anbar zu fliehen, werden ausgeraubt und gastlich aufgenommen. Schamsannahar wird von einer Kammerfrau beim Kalif verraten, der aber zu ihr hält. Doch beide sterben vor Liebe.

## Einordnung
Die unglückliche Liebesgeschichte wiederholt mit der untreuen Konkubine ein Leitthema der Sammlung, siehe schon Der betrogene Ifrit. Die Liebesdialoge zieren Verse, deren Reimform sich teils noch im Prosa fortsetzt. Als Erzähler fungiert zeitweise der Drogist, dann der Juwelier. Der Palast des Sultans namens ar-Raschid soll der Al-Chuld in Bagdad sein. Boote über den Tigris dienen als geheime Transportwege, wie schon in Die Geschichte des Küchenchefs: Der junge Mann aus Bagdad und die Sklavin Subeidas, der Gemahlin des Kalifen. Al-Anbar lag ca. 60 km von Bagdad.